# جامعة شيكاغو
جامعة شيكاغو (بالإنجليزية: University of Chicago) هي جامعة خاصة تقع في ضاحية هايد بارك وتم إنشائها عام 1890. وكان أول رئيس وعضو من أعضاء هيئة التدريس للجامعة البروفيسور ويليام ريني هاربر. الجامعة تحمل منصب العشرة الاوائل في عده من الترتيبات الأمريكية والعالمية للجامعات.

## أساتذة بارزون
- توم غينسبيرغ
- فاروق عبد الوهاب
- فيناي كومار